# Club Atlético Rosario Central
El Club Atlético Rosario Central és un club de futbol argentí de la ciutat de Rosario a la província de Santa Fe, fundat el 1889.

## Història
El Central Argentine Railway Athletic Club fou fundat el 24 de desembre de 1889 per treballadors anglesos del ferrocarril. El primer president fou Colin Calder. Quan les companyies Central Argentine i Buenos Aires es fusionaren el 1903, el nom del club fou formalment canviat a Club Atlético Rosario Central. Els colors inicials eren el vermell i el blanc, que foren canviats a blau i blanc i finalment a blau i daurat a ratlles verticals.
L'equip jugà a la lliga de Rosario, fins que s'uní a la lliga argentina el 1939. Va perdre la categoria el 1942 i el 1951, ambdós cops ascendint, de nou, la temporada següent.
Rosario Central guanyà el campionat Nacional els anys 1971 i 1973. El 1974 adquirí els serveis de Mario Kempes del Instituto Atlético Central Córdoba, una de les seves grans figures. Després de set anys sense títols, Central guanyà el Nacional de 1980, amb un equip que fou anomenat "La Sinfónica" pel seu joc bonic. Després de diverses sessions dolentes, el club fou relegat l'any 1985, però retornà, de nou, a primera divisió la temporada següent i guanyà el títol 1986/87. L'únic títol internacional l'aconseguí el 1995, la Copa CONMEBOL. A més ha participat a deu edicions de la Copa Libertadores.

## Palmarès
- 1 Copa Conmebol: 1995
- 4 Lliga argentina de futbol: Nacional 1971, Nacional 1973, Nacional 1980, 1986/87[2]

## Estadi
Rosario Central juga a l'estadi Gigante de Arroyito, situat al barri de Lisandro de la Torre, al nord-est de Rosario. Té una capacitat de 41.654 espectadors.

## Jugadors destacats
| - Carlos Aimar - Edgardo Bauza - Horacio Carbonari - Martín Cardetti - Juan Alberto Castro - Mauro Cetto - José Chamot - Eduardo Chacho Coudet - Rubén Da Silva - César Delgado | - Daniel Alberto Díaz - Luciano Figueroa - Walter Gaitán - Cristian Kily González - Ezequiel González - Mario Kempes - Daniel Killer - Mario Killer - Angel Landucci | - Leopoldo Luque - Oscar Massei - César Luis Menotti - Omar Palma - Juan Antonio Pizzi - Aldo Pedro Poy - José Luis Puma Rodriguez - Paulo Wanchope - Ángel Tulio Zof |